# تافته گونه‌ای

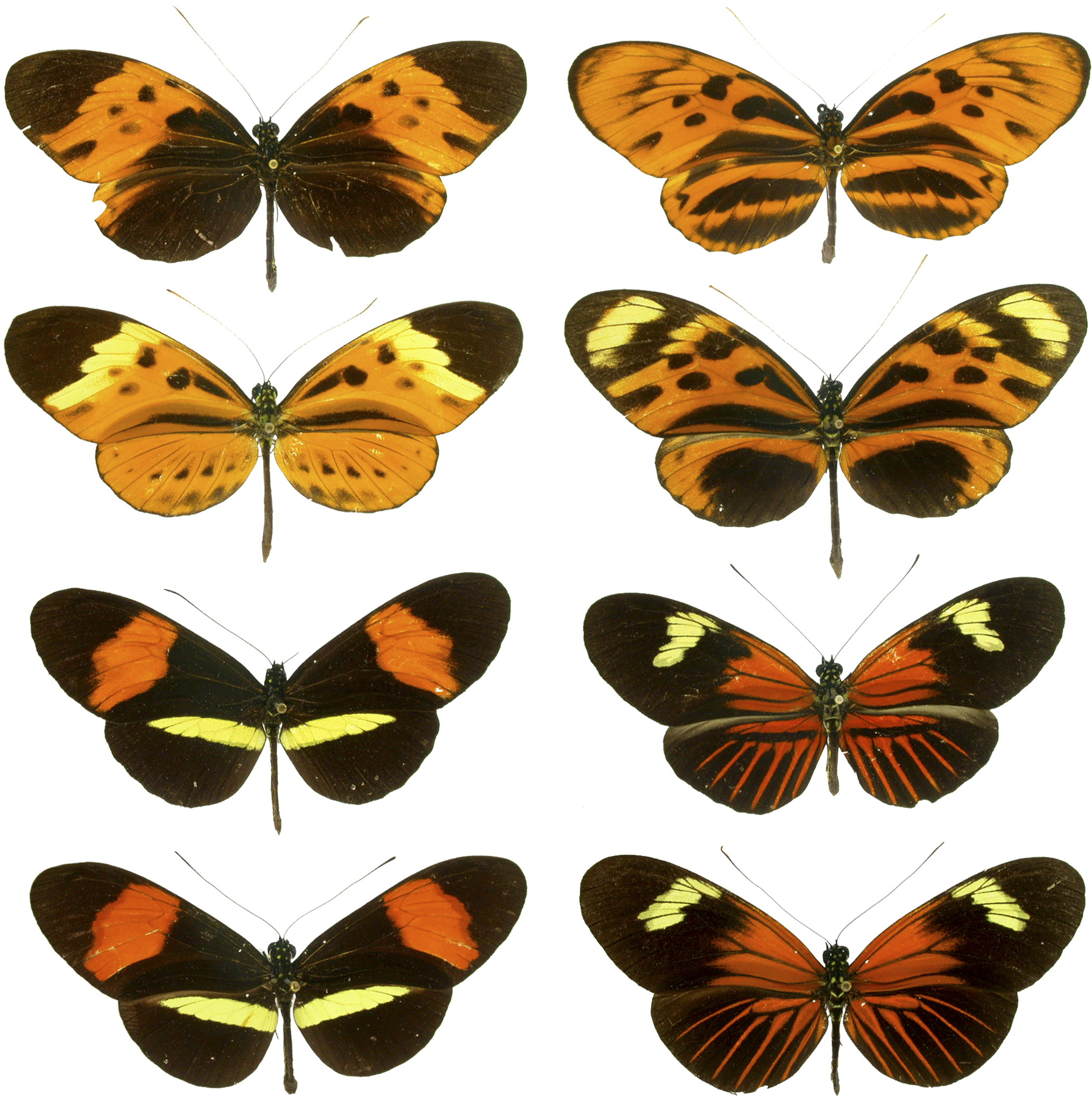
سردهٔ پروانه‌های Heliconius دارای گونه‌هایی است که شناسایی آن‌ها بسیار دشوار است.

یک تافته گونه معمولاً یک گروه تک‌تباررا تشکیل می‌دهد که به‌تازگی متنوع شده‌است، همان‌طور که با شاخه‌های کوتاه بین گونه‌های A-E (جعبه آبی) در این درخت تبارزایی نشان داده می‌شود.

فرآیندهای ممکن که تشابه گونه‌ها را در تافته گونه‌ای توضیح می‌دهند: الف - ایستایی ریخت‌شناسی ب – گونه‌زایی دورگه

در زیست‌شناسی، تافته گونه‌ای یا مجموعه گونه‌ای (به انگلیسی: Species complex) گروهی از جاندارن نزدیک به هم هستند که از نظر ریخت‌شناسی آن‌قدر شبیه به هم هستند که مرزهای بین آنها اغلب نامشخص است. اصطلاحاتی که گاهی به صورت مترادف استفاده می‌شوند اما معانی دقیق‌تری دارند، گونه‌های دیدگریز (cryptic species) برای دو یا چند گونه پنهان‌شده در زیر نام یک گونه، گونه‌های همزادی (sibling species) برای دو گونه مرموز که نزدیک‌ترین خویشاوندان یکدیگر هستند، و گله گونه‌ای (species flock) برای گروهی از گونه‌های نزدیک به هم که زندگی می‌کنند. در همان زیستگاه به عنوان رتبه‌های طبقه‌بندی غیررسمی، گروه گونه‌ای (species group)، انباشت گونه‌ای (species aggregate)، کلان‌گونه‌ (macrospecies) و ابرگونه‌ (superspecies) نیز استفاده می‌شوند.
تافته گونه‌ای در همه گروه‌های جانداران وجود دارد و با مطالعه دقیق تفاوت‌های بین گونه‌های منفرد که از جزئیات ریخت‌شناختی کوچک، آزمایش‌های جدایی تولیدمثلی یا روش‌های مبتنی بر دی‌ان‌ای، مانند تبارزایی مولکولی و بارکد دی‌ان‌ای استفاده می‌کند، شناسایی می‌شوند. وجود گونه‌های بسیار مشابه ممکن است سبب شود که تنوع گونه‌ای محلی و جهانی دست کم گرفته شود. شناسایی گونه‌های مشابه اما متمایز برای کنترل بیماری‌ها و آفات و در زیست‌شناسی حفاظت مهم است، اگرچه ترسیم خطوط جداکننده بین گونه‌ها می‌تواند ذاتاً دشوار باشد.

## تعریف
یک تافته گونه‌ای معمولاً به عنوان گروهی از گونه‌های نزدیک، اما متمایز در نظر گرفته می‌شود. بدیهی است که این مفهوم ارتباط تنگاتنگی با تعریف یک گونه دارد. زیست‌شناسی مدرن یک گونه را به‌عنوان «نسب فراجمعیت در حال تکامل جداگانه» می‌داند، اما اذعان دارد که معیارهای تعیین حدود گونه‌ها ممکن است به گروه مورد مطالعه بستگی داشته باشد؛ بنابراین، بسیاری از گونه‌های تعریف‌شده سنتی، تنها بر اساس شباهت‌های ریخت‌شناختی، چندین گونه مجزا هستند که معیارهای دیگر، مانند تمایز ژنتیکی یا جدایی تولیدمثلی، اعمال می‌شوند.
استفاده محدودتر این اصطلاح را به گروهی از گونه‌ها می‌گوید که دورگه‌زایی در میان آنها رخ داده یا در حال وقوع است، که سبب ایجاد شکل‌های میانی و مرزهای گونه‌ای تار می‌شود. طبقه‌بندی غیررسمی، ابرگونه، را می‌توان با پروانه کاپیتان گریزلد مثال زد، که یک ابرگونه است که بیشتر به سه زیرگونه تقسیم می‌شود.

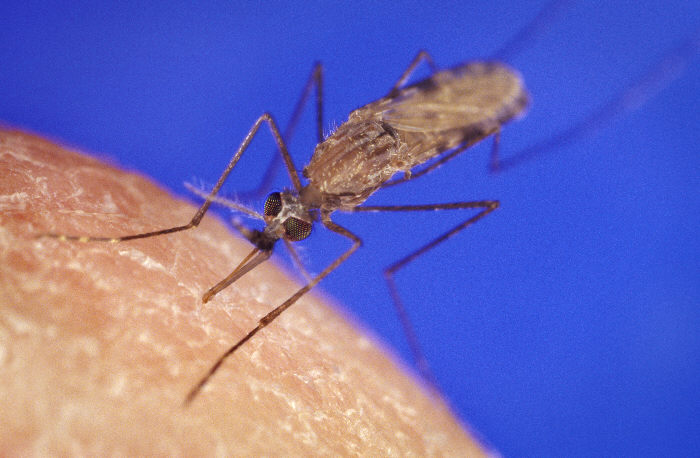
مجموعه پشه آنوفل گامبیا دربردارندهٔ هم گونه‌هایی است که ناقل مالاریا هستند و هم گونه‌هایی که ناقل مالاریا نیستند.

برخی از نویسندگان این اصطلاح را برای گونه‌ای با تنوع درون‌گونه‌ای به کار می‌برند که ممکن است نشانه‌ای از گونه‌زایی در حال انجام یا اولیه باشد. نمونه‌ها گونه‌های حلقه‌ای یا گونه‌هایی با زیرگونه‌ها هستند که در آن‌ها اغلب مشخص نیست که آیا باید آنها را گونه‌های جداگانه در نظر گرفت.

### مفهوم‌های وابسته
چندین اصطلاح به صورت مترادف برای یک تافته گونه استفاده می‌شود، اما برخی از آنها ممکن است معنای کمی متفاوت یا محدودتر نیز داشته باشند. در کدهای نام‌گذاری جانورشناسی و باکتری‌شناسی، هیچ رتبه آرایه‌شناختی در سطح بین زیرسرده و گونه تعریف نشده‌است، اما کدهای گیاه‌شناسی چهار رتبه پایین‌تر از زیرسرده (بخش، زیربخش، سری و زیرمجموعه) را تعریف می‌کند. راه‌حل‌های طبقه‌بندی غیررسمی مختلف برای نشان دادن یک مجموعه گونه استفاده شده‌است.